# بویژی
بویژی (به فرانسوی: Buissy) یک کمون (فرانسه) در فرانسه است که در پا-دو-کاله واقع شده‌است. بویژی ۶٫۸۷ کیلومتر مربع مساحت دارد ۵۸ متر بالاتر از سطح دریا واقع شده‌است.